# لاري ديك
لاري ديك (بالإنجليزية: Larry Dick)‏ هو لاعب كرة قدم كندية أمريكي، ولد في 22 مارس 1955.

## وصلات خارجية
- لاري ديك على موقع JustSportsStats.com (الإنجليزية)
- لاري ديك على موقع كلية كرة القدم في سبورتس رفرنس.كوم (الإنجليزية)